# Muraja laht
Muraja laht ist eine Bucht in der Landgemeinde Saaremaa im Kreis Saare auf der größten estnischen Insel Saaremaa. Sie bildet den hinteren Teil der Bucht Udriku laht. Sie wird von Muraja poolsaar im Süden und vom "Festland" von Saaremaa im Norden begrenzt. Sie liegt im Naturschutzgebiet Kahtla-Kübassaare hoiuala. 
In der Bucht liegen die Inseln Anekäbr, 
Arulaid, 
Suur Poldilaid, 
Väike Poldilaid und
Viirelaid.
Die Bucht ist 1,3 Kilometer breit und schneidet sich 2,6 Kilometer tief ins Land ein.